# Kommandant der Seeverteidigung X
Der Kommandant der Seeverteidigung X, kurz Seekommandant X, war ein regionaler Küstenbefehlshaber der deutschen Kriegsmarine im Zweiten Weltkrieg.
Der Seekommandant X wurde später Seekommandant Westkrim und Seekommandant Ukraine.

## Geschichte
Im August 1942 wurde der Kommandant der Seeverteidigung X aufgestellt. Dieser war als Kommandant der Seeverteidigung Schwarzes Meer vorgesehen. Die Unterstellung erfolgte unter den Admiral Schwarzes Meer.
Der Seekommandant wurde bei der 1. Panzerarmee eingesetzt. Im Februar 1943 kam die Dienststelle zur Entlastung des Seekommandant Krim-Ukraine auf die Westkrim (Eupatopria) und wurde hier Kommandant der Seeverteidigung Westkrim. Am 8. Mai 1943 erfolgte in Mariupol die Umbenennung in Kommandant der Seeverteidigung Ukraine und übernahm das ukrainische Gebiet vom ehemaligen Kommandant der Seeverteidigung V. Die Dienststelle Kommandant der Seeverteidigung Ukraine wurde mehrfach unter diesem Namen aufgestellt. Ab Dezember 1943 war die Dienststelle in Nikolajew und wurde kurze Zeit später aufgelöst. Ab Februar 1944 war der ehemalige Kommandant der Seeverteidigung Ostkrim dann der neue Kommandant der Seeverteidigung Ukraine.
Einziger Seekommandant war von September 1942 bis zur Auflösung im Dezember 1943 der Kapitän zur See Hermann Bennecke, welcher später Kommandant der Seeverteidigung Dodekanes wurde.